# Bartos Rozália
Bartos Rozália, keresztneve néhol Róza formában is előfordul (Galánta, 1861. március 12. [keresztelési dátum] – Budapest, 1933. február 27.) Vajda János költő felesége, emlékiratíró.

## Élete
Bartos Rozália tisztes budai családban született. Szülei Bartos Gáspár és Urbán Julianna. 1880-ban, 19 éves korában ismerte meg a nála 34 évvel idősebb, 1827-ben született (azaz akkoriban 53 éves) költő. Vajda a fiatal nőnek verseket írt, majd hamarosan – annak rövid vívódása után – 1880. november 27-én feleségül is vette. Bartos Rozália nem viszonozta férje érzelmeit (egyes források szerint nem is hálták el a házasságot). Vajda emellett gyanakodó viselkedésével is ellenszenvet váltott ki benne.
A házasságuk rosszul sikerült. A nyűgös, morgolódó, örökké sértett férfi szerencsétlenné tette a fiatalasszonyt, aki nem is értette férje emberi-költői nagyságát. De a komor férfi sem volt alkalmas arra, hogy boldoggá tegyen egy asszonyt.
Miután fény derült felesége múltjára (aki szolgálóként dolgozott korábban, teherbe esett, és egy fiút szült, de ezt eltitkolta férje elől), Vajda 1886. június 7-én elvált tőle.
Mivel a válás idején még nem volt polgári házasság, a válóper a katolikus papság előtt folyt. Az esztergomi egyházi bíróság igazoltnak látta az asszony bűnösségét és megengedhetőnek tartotta, hogy a két fél ne éljen tovább egy fedél alatt. Ha a költő ismét meg akart volna nősülni, át kellett volna térnie valamelyik protestáns vallásra. (A római katolikus egyház nem engedélyezte a válás utáni nősülést.) Vajdának viszont eszében sem volt, hogy még egyszer kísérletezzék a családalapítással, bár később ismét szerelemre lobbant egy tetszetős külsejű nő iránt. Elvált nejére nem haragudott, egy ideig leveleztek egymással, azután az asszony Bécsbe megy, ott tengette napjait.

## Vajda János halála után
Vajda János 1897-ben hunyt el, volt felesége 36 évvel túlélte férjét. Érdekesség, hogy Vajda és felesége között az érintkezés még válásuk után sem szakadt meg teljesen. Vajdáné magánál őrizte férje születési bizonyítványával együtt azt az eredeti okiratot is, melyben a kultuszminisztérium Vajdának 1897. január 1-től évente „kérelmére 1800 forint segélyt engedélyezett”. Ezt csakis Vajda Jánostól kaphatta, közvetlenül halála előtti napokban.
Bartos Rozália még a költő halála előtt Bécsbe költözött, ahol az első világháború végéig működött mint egy nagy női konfekciócég alkalmazottja. Mint lelkes honleány, egész megtakarított pénzét hadikölcsön-kötvényekbe fektette. 1919-ben visszakerült Magyarországra, ahol betegen és szörnyű nyomorban barangolta be az országot egy 1925-ből kelt, a Nemzeti Múzeumban őrzött levele szerint. Később Abbáziába költözött egy ismerőséhez.
A sors fintora, hogy Bartos Rozália Bécsben az 1890-es években véletlenül megismerkedett volt férje nagy szerelmével, Véghelyi Georginával. Jó viszony alakult ki köztük, és a nő 1910-es halálakor egyedül Bartos Rozália vett részt a temetésen.
1932 októberében Budapestre költözött. A hazatérés oka, hogy sajtópert akart indítani egy ismert író ellen, aki Vajda két nagy szerelméről írott regényében — Bartos Rozália szerint — megrágalmazta őt és megsértette édesanyja emlékét. A perrel egyidejűleg ki akarta adatni önéletrajzát, melyben Vajda Jánossal kötött házasságának „meztelen igazságát” írta meg. S végül, miután a sajtópert megnyerte és könyve megjelent, az oly nehezen megszerzett elégtétel megtisztító pillanatában mintegy megdicsőítő bosszuállásként akarta átnyújtani a hálátlan nemzetnek legféltettebb kincsét, Vajda János hozzá intézett ismeretlen leveleit.
Nem sokkal később, 1933. február 27-én hunyt el 73 évesen egy budapesti kórházban. Temetésén csak a sírásók vettek részt.

## Emlékiratai
Bartos Rozália emlékiratának pontos keletkezési ideje nem ismert. Annyi bizonyos, hogy 1925-ben az emlékirat már készen volt; néhány női divatra és napi eseményekre tett célzásból arra lehet következtetni, hogy két-három évvel előbb íródott.
A mű közel 300 oldalra terjedelmű. Az emlékirat kéziratként hevert 1987-es kiadásáig.
A emlékiratban szerepel az az állítása, hogy házassága a költővel – a közhiedelemmel ellentétben – nem maradt gyermektelen, mivel ikerfiúkat szűlt az öreg költőnek; az azonban meglökte feleségét, a csecsemők pedig a föld esve szörnyet haltak. Bartos Rozália állításai ma már bizonyíthatatlanok.
Bartos Rozália halála előtt utalt arra is, hogy birtokában van körülbelül 500 darabot számláló, Vajda Jánossal folytatott levelezési gyűjteménye, amelyet volt gyámjának az unokája, „Budapest egyik legmagasabb hivatalnoka” őriz Budán. Bartos Rozália gyors lefolyású betegségben halt meg, nem árulta el az állítólagos levelek hollétét, ezek nem is kerültek elő a hagyatékából.

## Emlékiratának kiadásai
- özvegy Vajda Jánosné Bartos Rosalia: Emlékirataim. Egy sokat emlegetett házasság meztelen igazsága!, Szépirodalmi Könyvkiadó, Budapest, 1983, ISBN 963-15-2138-9
- Vajda Jánosné Bartos Rozália: Viszontagságos életem egy költővel, Új Palatinus Könyvesház Kft., ISBN 9789632740874, 2010 (Híres Sorsok sorozat)